# Stephen Colbert
Stephen Tyrone Colbert (Washington D. C., 13 de mayo de 1964) es un actor, guionista, cómico y presentador de televisión estadounidense. Actualmente presenta The Late Show with Stephen Colbert  en el canal CBS. 
Colbert en un principio colaboró con los cómicos Paul Dinello y Amy Sedaris, con los que desarrollo la serie de sketches Exit 57. Colbert también escribió y actuó para la corta The Dana Carvey Show antes de colaborar de nuevo con Dinello y Sedaris en la serie de culto, Strangers with Candy, gracias a la que ganó considerable atención por su papel de Chuck Noblet, un profesor de historia en el armario. Su trabajo como corresponsal en el programa satírico, The Daily Show, lo introdujo por primera vez a una mayor audiencia.
En 2005, abandonó The Daily Show para presentar el spin-off de la misma, The Colbert Report. Siguiendo el concepto de parodia de las noticias de The Daily Show, The Colbert Report, era una parodia de los programas políticos de opinión, tales como The O'Reilly Factor, en el que Colbert actuaba como una caricatura de los expertos políticos conservadores. El programa se situó como uno de los más vistos de Comedy Central, lo que le valió una invitación para participar como el principal anfitrión en la Cena de Corresponsales de la Casa Blanca de 2006. Colbert ha ganado 9 Premios Emmy, 2 Premios Grammy y 2 Premios Peabody. Colbert remplazó a David Letterman, como el nuevo presentador de The Late Show, desde el 8 de septiembre de 2015.
Colbert fue nombrado una de las 100 personas más influyentes de la revista TIME en 2006 y 2012. Su libro, I Am America (And So Can You!), se colocó en la primera posición de la The New York Times Best Seller list en 2008.

## Primeros años
Stephen Tyrone Colbert nació en Washington D. C., el más joven de 11 hermanos en el seno de una familia católica. Creció en James Island en Charleston, Carolina del Sur. Colbert y sus hermanos desde el más mayor al más pequeño son: James, Edward, Mary, William, Margo, Thomas, Jay, Elizabeth, Paul, Peter, y Stephen. Su padre, James William Colbert, Jr., era doctor y el decano de la escuela de medicina en la Universidad de Yale, la Universidad de San Luis y finalmente en la Universidad de medicina de Carolina del Sur, donde sirvió como vicepresidente de asuntos académicos. Su madre, Lorna Elizabeth Colbert (de apellido de soltera Tuck), era ama de casa.
En entrevistas, Colbert ha descrito a sus padres como personas devotas pero que también valoraban fuertemente el intelectualismo y le enseñaron a sus hijos que era posible cuestionar a la iglesia y seguir siendo católicos. El énfasis que su familia aplicaba a la inteligencia y su observación de los estereotipos negativos hacia la gente del sur, hicieron que Colbert intentase suprimir su acento sureño mientras aún era bastante joven. De pequeño, observó que la gente del sur era representada como menos inteligente que otros personajes en televisión; para evitar ese estereotipo, imitaba la forma de hablar de los presentadores de noticias estadounidenses.
Mientras que Colbert cómicamente declara que su apellido es francés, tiene una decimoquinta o decimosexta parte de ascendencia irlandesa (una de sus tatarabuelas paternas era de ascendencia alemana e inglesa). Muchos de sus ancestros emigraron desde Irlanda hacia Estados Unidos en el siglo XIX, antes y durante la Gran Hambruna irlandesa.  Originalmente, su apellido se pronunciaba  /ˈkoʊlbərt/ (kohl-bərt) en inglés; el padre de Stephen, James, quería pronunciarlo koʊlˈbɛər/ (kohl-bair), pero mantuvo la otra pronunciación por respeto a su padre. James le ofreció a sus hijos la posibilidad de pronunciarlo como ellos quisieran. Stephen empezó a utilizar la pronunciación koʊlˈbɛər/ (kohl-bair) cuando se transfirió a la Universidad Northwestern, tomando ventaja en la oportunidad de reinventarse en un lugar donde nadie le conocía.
El 11 de septiembre de 1974, cuando Colbert tenía 10 años, su padre y dos de sus hermanos, Peter y Paul, fallecieron en un accidente de avión. Estaban de camino para matricular a ambos en la Escuela de Canterbury, en Connecticut. Luego de esto, Lorna Colbert se mudó con su familia a un lugar más urbano, en Charleston, Carolina del Sur. Colbert encontró difícil la transición y no hizo nuevos amigos con facilidad. Más tarde, Colbert se describió a sí mismo como distante, sin darle importancia a las cosas que le interesaban al resto de los niños de su edad. Desarrolló una afición por las novelas de fantasía y ciencia ficción, especialmente los trabajos de J.R.R. Tolkien, del que sigue siendo un ávido admirador. Durante su adolescencia también demostró un intenso interés en los juegos de rol, concretamente el reconocido juego Dungeons & Dragons (Dragones y Mazmorras, en español), un pasatiempo que después caracterizaría como una experiencia temprana en actuación e improvisación.
Colbert asistió a la escuela Porter-Gaud de Charleston, donde participó en varias obras escolares y contribuyó en el periódico del colegio, pero sin mucha motivación académica. Durante su adolescencia lideró brevemente una banda tributo a los Rolling Stones llamada A Shot in the Dark. Cuando era joven esperaba estudiar biología marina, pero una operación con la intención de reparar un tímpano perforado le provocó un daño interno en el oído; el daño fue tan severo que le inhabilitó para seguir una carrera que incluyese buceo. El daño también lo dejó sordo en el oído derecho.
Durante un tiempo, no tuvo claro si iba a ir a la universidad, pero finalmente envió una aplicación y fue aceptado en la Hampden–Sydney College, en Virginia, donde un amigo suyo también se había matriculado. Al llegar en 1982, siguió participando en obras de teatro mientras estudiaba filosofía. Encontró el curriculum escolar bastante riguroso, sin embargo, estaba más centrado de lo que lo había estado en el instituto y fue capaz de aplicarse en los estudios. A pesar de la falta de una comunidad teatral significativa en Hampden–Sydney, el interés de Colbert por la actuación creció durante este periodo. Después de dos años, se transfirió en 1984 a la Universidad Northwestern, donde se matriculó en teatro, para estudiar actuación, impulsado por el hecho de que le encantaba actuar incluso si nadie acudía a verle. Finalmente, se graduó de la Escuela de Comunicación de Northwestern en 1986.

## Carrera profesional

### The Colbert Report
De 2005 a 2014, Colbert tuvo un programa de comedia y sátira llamado The Colbert Report. El programa fue una sátira de programas políticos de opinión conservadores, particularmente lo de Bill O'Reilly. En cada episodio, Colbert retrataba una caricatura basado en los presentadores de esos programas.

### Cena de Corresponsales de la Casa Blanca
El 26 de abril de 2006, Colbert apareció como el principal presentador de la Cena de la Asociación de Corresponsales de la Casa Blanca, situada en el Hilton Washington Hotel de Washington D. C. La actuación de Colbert consistió en un discurso de 16 minutos realizados desde un podio y un video de 7 minutos, la cual fue transmitida en vivo por la televisión por cable en Estados Unidos, en los canales C-SPAN y MSNBC.
Parado a pocos metros de George Bush, frente a un público de celebridades, políticos y miembros de la prensa de la Casa Blanca, Colbert realizó una controvertida rutina en contra del presidente y los medios. Colbert habló interpretando a su personaje del popular programa de Comedy Central, The Colbert Report, que es una parodia de comentaristas conservadores como Bill O'Reilly y Sean Hannity.
Brindó un monólogo corrosivo, de alto contenido político y totalmente cuestionador de las políticas de la administración republicana, en particular de la invasión de Irak de 2003. Su presentación fue aplaudida por gran parte de la población estadounidense y rápidamente se convirtió en un fenómeno de difusión en internet.

## Vida privada

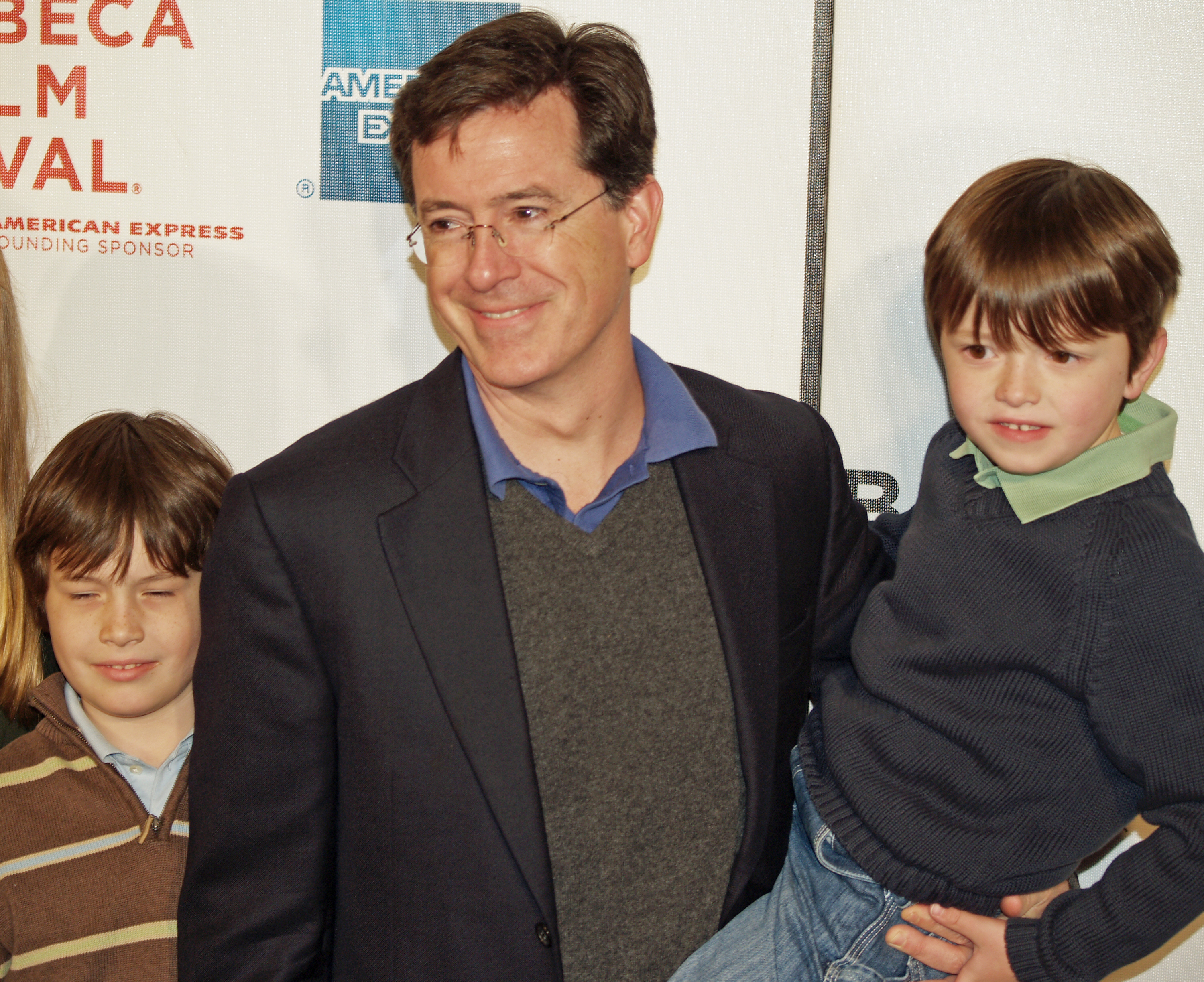
Colbert junto a sus hijos en el Tribeca Film Festival.

Aunque según sus propias palabras no era muy político antes de integrar el elenco de The Daily Show, Colbert se auto describe como Demócrata. En una entrevista en el Kennedy School of Government en el Harvard Institute of Politics, declaró que "no tiene problemas con los Republicanos, solo con las políticas republicanas." Es un católico practicante, y profesor de Escuelas de Domingo.
Colbert vive en  Montclair, junto a su esposa Evelyn McGee-Colbert, quien apareció con él en un episodio de Strangers with Candy como su madre. También tuvo un cameo como enfermera en el piloto de la serie, junto con aparecer en los créditos (como su esposa, Clair) de la película Strangers with Candy. McGee-Colbert conoció a Jon Stewart, quien después sería un buen amigo de Colbert, antes de conocer a su marido en 1990. El matrimonio tiene tres hijos: Madeline, Peter, y John, todos han aparecido en The Daily Show. Sin embargo Colbert prefiere que sus hijos no vean el programa, The Colbert Report, diciendo que, "Los niños no pueden entender la ironía o el sarcasmo, y no quiero que me perciban como insincero." Colbert tomó un test de personalidad Myers-Briggs durante un segmento para The Late Show el cual desvelo que Colbert es INFP.
La madre de Colbert falleció el 12 de junio de 2013 a los 92 años debido a un periodo de enfermedad.

## Filmografía

### Cine y televisión
| Año           | Título                                         | Personaje                                    | Notas                                                              |
| ------------- | ---------------------------------------------- | -------------------------------------------- | ------------------------------------------------------------------ |
| 1993          | Missing Persons                                | Chet Davies                                  | Episodio: "Cabe... What Kind of Name Is That?                      |
| 1995–96       | Exit 57                                        | Varios                                       | 12 episodios; también cocreador, guionista                         |
| 1996          | The Dana Carvey Show                           | Varios                                       | 8 episodios; también guionista                                     |
| 1996          | Spin City                                      | Frank                                        | Episodio: "The Competition"                                        |
| 1996–2011     | Saturday Night Live                            | Ace, Dr. Brainio (voz)                       | 14 episodios; también guionista                                    |
| 1997          | Shock Asylum                                   | Dr. Dewalt                                   | Corto                                                              |
| 1997          | Apartment 2F                                   | Varios                                       | Episodio: "1.6"                                                    |
| 1997          | The Chris Rock Show                            | Locutor (voz)                                | Episodio: "1.5"                                                    |
| 1997–2005     | The Daily Show                                 | Stephen Colbert (corresponsal)               | 1,316 episodios; también guionista                                 |
| 1999          | Late Night with Conan O'Brien                  | Violinista                                   | Episodio: "1,144"                                                  |
| 1999          | Let It Snow                                    | Señor feliz y exitoso                        | También conocida como Snow Days                                    |
| 1999          | Random Play                                    | Varios                                       | 2 episodios                                                        |
| 1999–2000     | Strangers with Candy                           | Chuck Noblet                                 | 30 episodios; también cocreador, productor ejecutivo, guionista    |
| 2001–07       | Harvey Birdman, Attorney at Law                | Phil Ken Sebben, Myron Reducto, Varias voces | 34 episodios                                                       |
| 2002          | Crank Yankers                                  | Rob (voz)                                    | Episodio: "1.1"                                                    |
| 2003          | Nobody Knows Anything!                         | Reportero                                    |                                                                    |
| 2004          | Curb Your Enthusiasm                           | Turista                                      | Episodio: "Opening Night"                                          |
| 2004          | Law & Order: Criminal Intent                   | James Bennett                                | Episodio: "The Saint"                                              |
| 2004          | The Wrong Coast                                | Voces adicionales                            | 2 episodios                                                        |
| 2004–15       | The Venture Bros.                              | Professor Richard Impossible (voz)           | 3 episodios                                                        |
| 2005          | The Great New Wonderful                        | Mr. Peersall                                 |                                                                    |
| 2005          | Bewitched                                      | Stu Robison                                  |                                                                    |
| 2005          | American Dad!                                  | Dr. Dandliker (voz)                          | Episodio: "All About Steve"                                        |
| 2005          | Outlaw Tennis                                  | Locutor (voz)                                | Videojuego                                                         |
| 2005          | All-Star Alphabet                              | La letra 'Z'                                 | Especial de Sesame Street                                          |
| 2005–14       | The Colbert Report                             | Stephen Colbert (presentador)                | 1,447 episodios; también cocreador, productor ejecutivo, guionista |
| 2006          | White House Correspondents' Dinner             | Stephen Colbert (anfitrión)                  | Especial de TV                                                     |
| 2006          | Strangers with Candy                           | Chuck Noblet                                 | También guionista, productor                                       |
| 2007          | The Simpsons                                   | Colby Krause (voz)                           | Episodio: "He Loves to Fly and He D'ohs"                           |
| 2008          | The Love Guru                                  | Jay Kell (Locutor de Hockey)                 |                                                                    |
| 2008          | A Colbert Christmas: The Greatest Gift of All! | Stephen Colbert                              | Especial de TV                                                     |
| 2009          | Monsters vs. Aliens                            | Presidente (voz)                             |                                                                    |
| 2010          | Rally to Restore Sanity and/or Fear            | Stephen Colbert (anfitrión)                  | Especial de TV                                                     |
| 2011          | Company                                        | Harry                                        | Teatro                                                             |
| 2012          | The Office                                     | Broccoli Rob                                 | Episodio "Here Comes Treble"                                       |
| 2013          | El hobbit: la desolación de Smaug              | Espía de Lake-town                           | Cameo                                                              |
| 2013          | Alpha House                                    | Stephen Colbert                              | Episodio: "Pilot"                                                  |
| 2014          | Las aventuras de Peabody y Sherman             | Paul Peterson (voz)                          |                                                                    |
| 2014          | @midnight                                      | Stephen Colbert                              | Episodio: "156"                                                    |
| 2014–15       | BoJack Horseman                                | Mr. Witherspoon (voz)                        | 2 episodes                                                         |
| 2015          | House of Cards                                 | Stephen Colbert                              | Episodio: "Capítulo 27"                                            |
| 2015          | The Mindy Project                              | Padre Michael O'Donnell                      | Episodio: "Confessions of a Catho-holic"                           |
| 2015          | Rick and Morty                                 | Zeep Xanflorp (voz)                          | Episodio: "The Ricks Must Be Crazy"                                |
| 2015–presente | Late Show with Stephen Colbert                 | Él mismo (presentador)                       | También productor ejecutivo, guionista                             |

## Trabajos publicados
- Colbert, Dinello, Sedaris. Wigfield: The Can-Do Town That Just May Not (Hyperion, 19 de mayo de 2004) ISBN 0-7868-8696-X
- America (The Book): A Citizen's Guide to Democracy Inaction (Warner Books; September 2004) ISBN 0-446-53268-1
- I Am America (And So Can You!) (Grand Central Publishing; 9 de octubre de 2007) ISBN 0-446-58050-3
- America Again: Re-becoming the Greatness We Never Weren't (Grand Central Publishing; 2 de octubre de 2012) ISBN 0-446-58397-9
- I Am a Pole (And So Can You!) (Grand Central Publishing; 8 de mayo de 2012) ISBN 1-455-52342-9